# Велвендски етнографски музей
Велвендският етнографски музей (на гръцки: Λαογραφικό Μουσείο Βελβεντού) е музей в град Велвендо, Гърция.

## История
Етнографският музей се помещава в реставрираната къща на Костас, построена в 1890 година. Музеят съхранява експонати от XIX и XX век, описващи ежедневния живот на жителите на Велвендо.